# 667
| [ Edytuj tabelę ]          |                                   |
| Cesarz Bizancjum           | - 641 Konstans II 668             |
| Cesarz Chin                | - 649 Tang Gaozong 683            |
| Król Essexu                | - 664 Sighere 683 - 664 Sebbi 694 |
| Król Franków w Neustrii    | - 658 Chlotar III 673             |
| Cesarz Japonii             | - 661 Tenji 671                   |
| Kalif                      | - 661 Mu’awija I 680              |
| Król Kentu                 | - 664 Egbert I 673                |
| Patriarcha Konstantynopola | - 667 Tomasz II 669               |
| Władca Korei               | - 642 Pojang 668                  |
| Król Longobardów           | - 662 Grimoald 671                |
| Król Mercji                | - 658 Wulfhere 675                |
| Papież                     | - 657 Witalian 672                |
| Król Wizygotów             | - 649 Recceswint 672              |

Rok 667 / DCLXVII
stulecia: VI wiek ~
VII wiek ~
VIII wiek

lata: 657 «
662 «
663 «
664 «
665 «
666 «
667
» 668
» 669
» 670
» 671
» 672
» 677

## Zmarli
- Daoxuan – chiński buddysta, założyciel szkoły lü (winai) (ur. 595)
- 23 stycznia - Ildefons z Toledo, teolog, święty Kościoła katolickiego (ur. ok. 607)